# Christina Indrenius-Zalewski

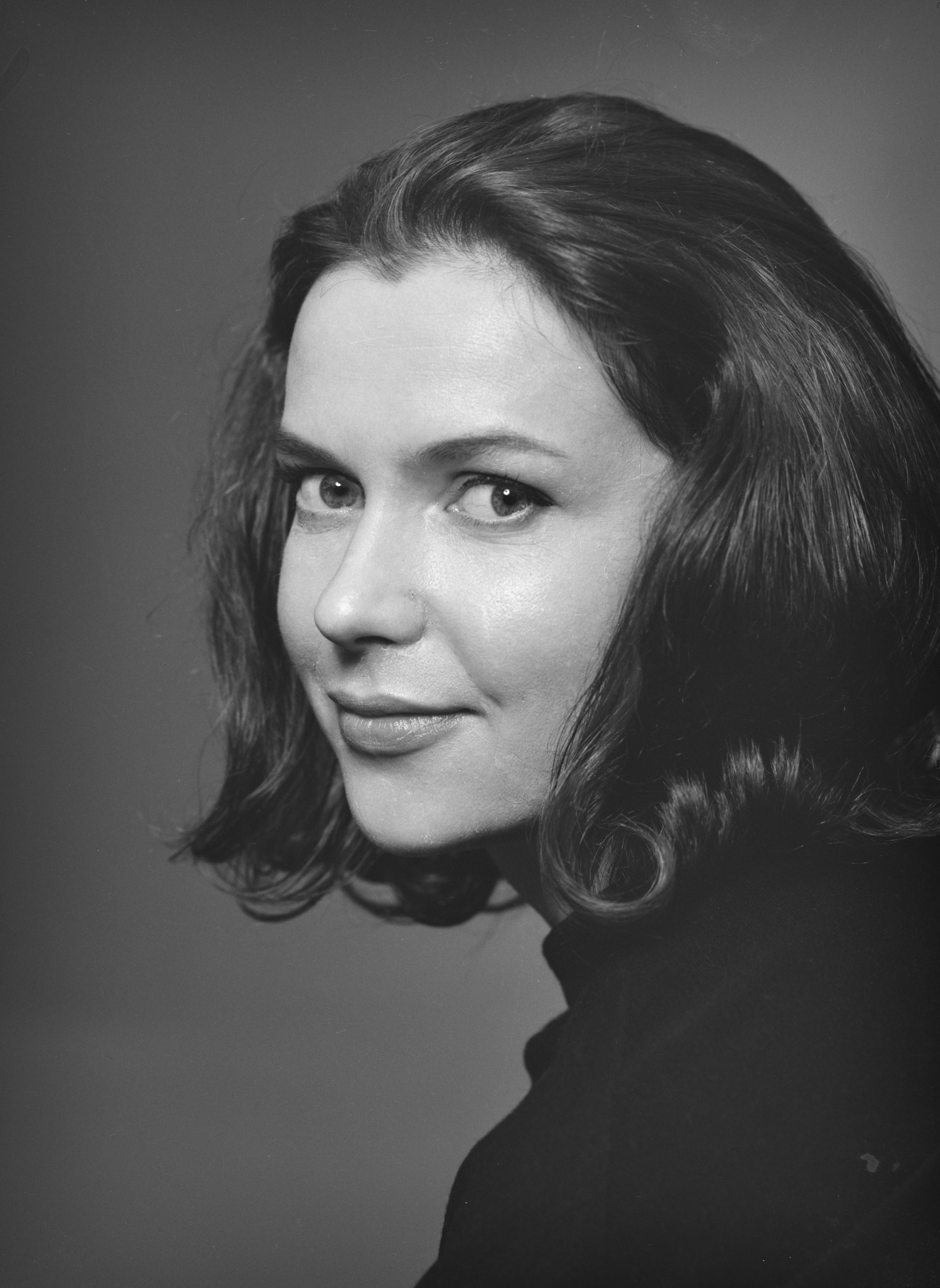
Christina Indrenius-Zalewski år 1963.

Christina Margaretha Elisabeth Indrenius-Zalewski, född den 24 november 1938 i Åbo, är en finländsk skådespelare.
Indrenius-Zalewskis intresse för teater vaknade tidigt. Endast sex år gammal stod hon första gången på scenen, i en sagopjäs uppförd på Åbo Svenska Teater där hon gestaltade en älva.
Indrenius-Zalewski har varit engagerad vid teaterscenerna i Vasa, Åbo och Helsingfors samt vid den finska TV-teatern. Hon har också medverkat i en rad filmer.
Hon gifte sig 1966 med regissören och skådespelaren Carl-Axel Heiknert (1924–1981) och 2000 med tonsättaren Erik Bergman (1911–2006).

## Filmografi (urval)
- 1979 – Natalia
- 1985 – Brottaren
- 1986 – På liv och död
- 1990 – Irti maasta
- 1995 – Salt och sött
- 1996 – Ihmeidentekijät
- 2000 – Falkenswärds möbler (TV-serie)
- 2000 – Hovimäki
- 2000 – Parhaat vuodet
- 2003 – Kuumia aaltoja
- 2010 – Risto Rappare och cykeltjuven
- 2017 – Rebecka Martinsson (TV-serie)